# 波希娅·麦吉
波希娅·麦吉（英語：Portia McGee，1979年3月9日—），美国女子赛艇运动员。她曾代表美国参加世界赛艇锦标赛，获得一枚金牌和一枚铜牌。她也曾参加2008年夏季奥林匹克运动会。